# Андрєєвський Іван Юхимович
Андрєє́вський Іван Юхи́мович  (1831 — †1891) — російський юрист, професор Петербурзького університету, а в 1883—1887 — його ректор.
З 1884 р. Андрєєвський — почесний член Київського університету.

## Твори
Перу Андрєє́вського належать:
- «Російське державне право» (1866),
- «Про намісників, воєвод та губернаторів» (1864),
- «Про права іноземців в Росії до половини 15 ст.» (1854) та ряд інших монографій і багато статей.

Андрєєвський був засновником і першим редактором «Энциклопедического словаря» (видання Брокгауза і Єфрона), приділяв багато уваги вивченню та охороні пам'ятників старовини, популяризував класиків вітчизняної літератури, зокрема Т. Г. Шевченка.